# Phaenolobus areolator
Phaenolobus areolator là một loài tò vò trong họ Ichneumonidae.